# Johann Rudolf Holzhalb

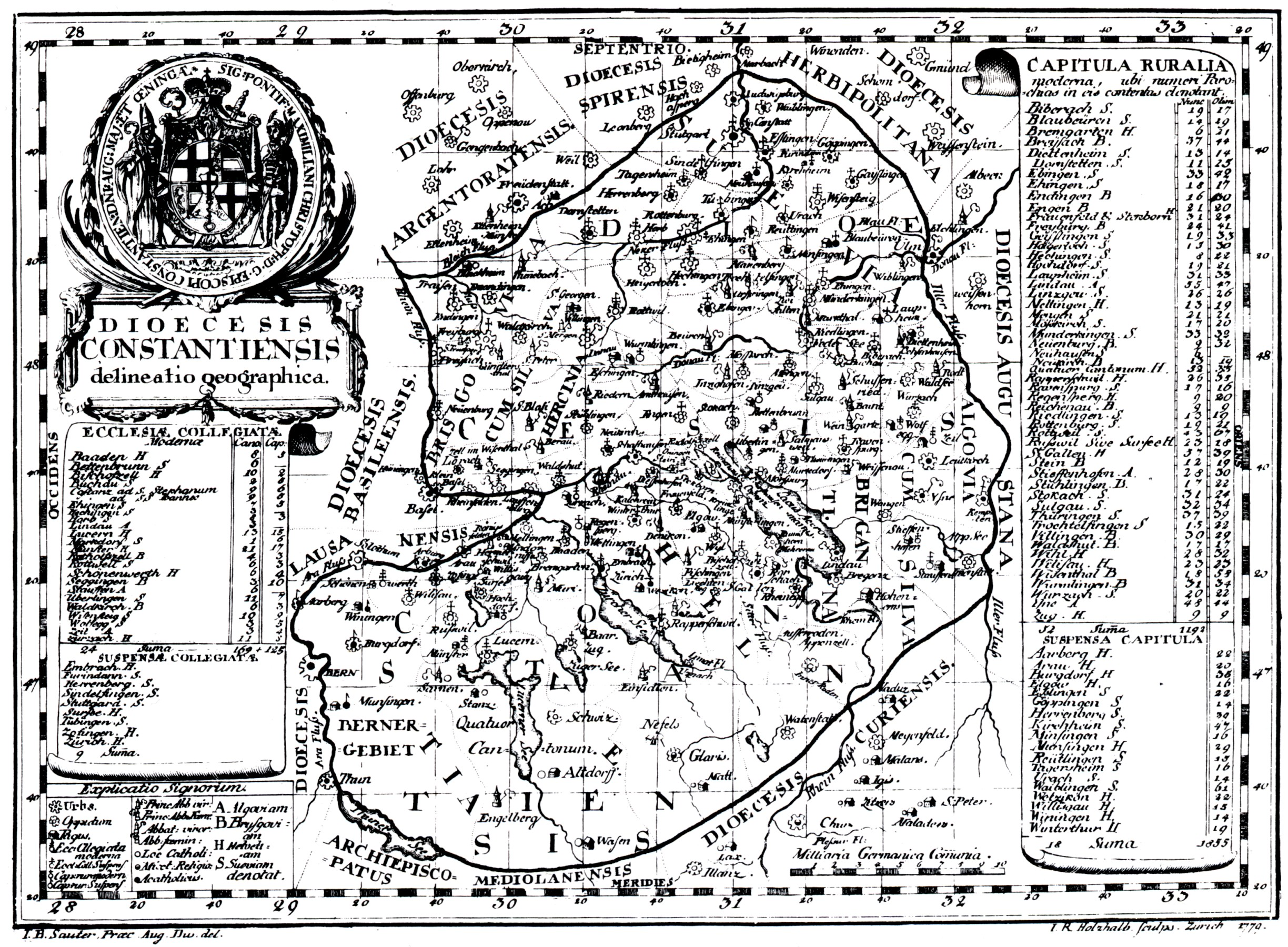
Johann Rudolf Holzhalb: Karte der Diözese Konstanz, 1779

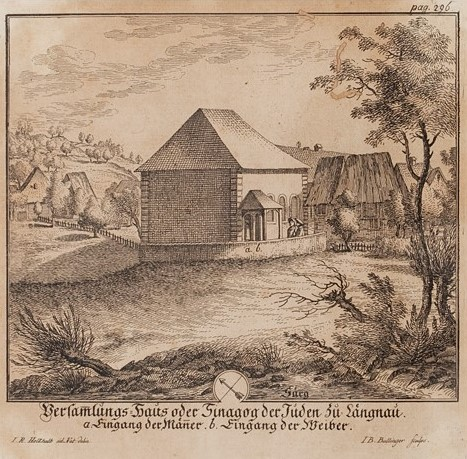
Versammlungs-Haus oder Sinagog der Juden zu Lengnau. Kupferstich von Johann Rudolf Holzhalb 1768, in der Sammlung des Jüdischen Museums der Schweiz.

Johann Rudolf Holzhalb (* 1723 in Zürich; † 21. September 1806 ebenda) war ein Schweizer Kupferstecher, Radierer, Zeichner, Verleger und Landvogt aus dem Kreis der Zürcher Dilettanten.

## Leben
Johann Rudolf Holzhalb wurde 1723 als Spross einer Zürcher Patrizierfamilie geboren. Die Holzhalb hatten 1350 das Zürcher Bürgerrecht erworben und wirkten als Kaufleute, Fabrikanten und Magistratsbeamte. Johann Rudolf Holzhalb absolvierte bei David Herrliberger eine Lehre als Kupferstecher. In den 1750er Jahren machte er sich als Kupferstecher und Verleger selbstständig. Holzhalb schuf zahlreiche Kupferstichporträts, Landkarten und Illustrationen für Zürcher und Winterthurer Neujahrsblätter sowie Buchpublikationen. Von besonderem Wert sind seine Illustrationen für Johann Caspar Ulrichs Sammlung Jüdischer Geschichten und seine Porträts für Johann Kaspar Lavaters Physiognomische Fragmente. Holzhalb entwarf und stach zahlreiche Exlibris. Zu seinen Schülern zählten Theodor Falkeisen und Adrian Zingg. Von 1786 bis 1798 amtete Johann Rudolf Holzhalb als Landvogt von Knonau, nachdem er 1784 einhellig zu einem Zwölfer der Zunft zur Schiffleuten gewählt worden war. Er starb am 21. September 1806 in Zürich.